# Alfred Schäfter
Alfred Schäfter (* 6. Juni 1902 in Halle/Saale; † 8. Dezember 1970 in Leipzig) war ein deutscher Gold- und Silberschmied.

## Leben und Werk
Schäfter absolvierte eine Lehre als Silberschmied bei Karl Berthold und an der Kunstgewerbeschule Burg Giebichenstein in Halle. 1926 macht er in Halle die Meisterprüfung.
Von 1927 bis zum Sommersemester 1932 war er in Dessau als Werkmeister technischer Leiter der bis 1928 von László Moholy-Nagy geleiteten Metallwerkstatt am Bauhaus. In dieser Funktion oblag ihm neben seiner eigenen kunsthandwerklichen Arbeit laut Arbeitsplan auch die formale und technische Ausbildung der Studierenden „… unter berücksichtigung der zahlreichen spezialmetallbearbeitungsgebiete der industrie …“ Schäfter schuf u. a. den berühmten Bauhaus-Tortenheber in 900er Silber. In der Werkstatt ging es vor allem um die die Entwicklung von funktionalem Gebrauchsgerät. U. a. wurden Lampenschirme nach dem Entwurf von Marianne Brand gefertigt und Lampenmodelle entwickelt, die von der Körting & Mathiesen AG Leipzig-Leutzsch in Serie produziert wurden.
1932 ging Schäfter nach Leipzig, wo er ab 1933 Leiter der Metallwerkstatt an der Kunstgewerbeschule der Stadt Leipzig war.
Nach dem Ende des NS-Staats arbeitete Schäfter in Leipzig als selbständiger Gold- und Silberschmied. Er war Mitglied des Verbands Bildender Künstler der DDR.
Seine Arbeiten bestechen durch schlichte, zeitlose Eleganz. Sie sind weltweit in Museen und Sammlungen vertreten, u. a. im GRASSI Museum für Angewandte Kunst Leipzig. Dort befinden sich auch sein Nachlass und ein Teilinventar seiner Werkstatt.
Schäfters Sohn Wolfgang Schäfter und dessen Ehefrau Erika Schäfter sind ebenfalls Schmuckgestalter.

## Rezeption
„Alfred Schäfters Arbeiten, etwa eine Weinkanne aus den 1930er Jahren, spiegeln seine Auseinandersetzung mit den damals innovativen Gestaltungsprinzipien des Funktionalismus wider. Zudem zeigt sich bei ihm eine Hinwendung zu kostengünstigeren Materialien wie Messing.“

## Ausstellungen (unvollständig)

### Teilnahme an zentralen und wichtigen regionalen Ausstellungen in der DDR
- 1958: Dresden, Vierte Deutsche Kunstausstellung (mit einem Ring, Gold mit Hämatit)
- 1958, 1962, 1965 und 1972: Leipzig, Bezirkskunstausstellungen
- 1969: Leipzig, Messehaus am Markt („Kunst und Sport“)

### Postume Ausstellungen
- 2019: Leipzig, GRASSI Museum für Angewandte Kunst („Bauhaus Sachsen“)
- 2024/2025: Leipzig, GRASSI Museum für Angewandte Kunst („3 X Schäfter. Schmuck und Metallkunst einer Leipziger Familie“; mit Erika und Wolfgang Schäfter)[5]